# Фани-Кайоде, Ротими
Ротими Фани-Кайоде (20 апреля 1955 — 21 декабря 1989) — английский фотограф нигерийского происхождения. Основная часть его работ была создана в 1982—1989 годах.

## Биография
Ротими родился в Лагосе. Его семья принадлежала к знатному роду в народе йоруба, Ротими был в ней вторым ребёнком. Переехал в Англию (в Брайтон) в возрасте двенадцати лет, спасаясь от гражданской войны в Нигерии. Мальчик посещал несколько частных школ, а затем продолжил образование в колледжах.
В 1976 году Ротими переехал в США, где изучал искусство в университетах и получил степень MFA. В Нью-Йорке фотограф подружился с Робертом Мэпплторпом, который оказал влияние на его творчество. В 1983 Ротими Фани-Кайоде вернулся в Великобританию.
Субъектами его работ выступают часто чёрные мужчины. Фотограф чувствовал себя аутсайдером по меркам африканской диаспоры, что усугублялось вынужденным характером его иммиграции. Ротими чувствовал и говорил, что ему «почти нечего терять».
Скончался в Лондоне от сердечного приступа во время выздоровления от болезни, связанной со СПИДом. На момент смерти жил со своим партнёром Алексом Хирстом.

## Творчество
Создавая портреты и композиции, Ротими пытался исследовать напряженность, создаваемую сексуальностью, расой и культурой. Многие воспринимали его как аутсайдера и деятеля диаспоры. Подобные сомнения посещали и самого Ротими. Религиозные традиции йоруба, перенятые от родителей, существенно повлияли на творчество фотографа. Примером этому может служить его работа Bronze Head (1987). Ротими старался взаимодействовать с бессознательным своих зрителей, комбинируя идеалы йоруба и западной культуры (особенно христианства). Он экспериментировал с ритуальной племенной практикой шрамирования и изображением высыпаний и шрамиков, появляющихся при заболеваниях. Они должны были символизировать, что Запад принес в Африку христианство, но вместе с ним пришли болезни.
Творчество Роберта Мапплторпа повлияло на Ротими, но между их стилями были и отличия. Ротими предпочитал барокко, а его друг работал с классикой. Важной темой в творчестве фотографа были и сексуальные фантазии, провоцирующие зрителя через видимую связь религии и эротизма. Автор исследует и показывает связь между эротическими переживаниями и духовными традициями его предков. Сексуальность, расизм и колониализм проходят красной нитью через работы Ротими.